# عبد القادر الورياغلي
عبد القادر الورياغلي (مواليد 1943، وتوفي بتاريخ 7 أكتوبر 2022) لاعب كرة قدم مغربي، لعب في مركز حارس مرمى. لعب للمنتخب المغربي في كأس العالم لكرة القدم 1970. كما لعب لفريق الوداد البيضاوي.

## روابط خارجية
- عبد القادر الورياغلي على موقع الاتحاد الدولي (مؤرشف)  (الإنجليزية)
- عبد القادر الورياغلي على موقع قاعدة بيانات كرة القدم.إي يو (الإنجليزية)
- عبد القادر الورياغلي على موقع عالم كرة القدم.نت (الإنجليزية)